# Sexuella biverkningar
Sexuella biverkningar är biverkningar av sexuell karaktär som kan förekomma vid behandling med en rad olika läkemedel, men även vid bruk av många droger.

## Exempel på mediciner som kan minska libido/sexuell förmåga
Vid behandling med antipsykotiska läkemedel kan de sexuella biverkningarna bli omfattande. Detta gäller framförallt för preparat med kraftig dopaminblockering vilka bland annat blockerar dopamin D2-receptorer i hjärnan i varierande grad. Flera av första och andra generationens antipsykotiska läkemedel var av denna typ. Utöver förändringar i hjärnans belöningssystem förekommer ofta hyperprolaktinemi vilket kan ge endokrina rubbningar såsom nedsatta könshormoner. Tillsammans kan detta bland annat ge erektil dysfunktion, minskat libido, retrograd ejakulation, gynekomasti och i vissa fall även galaktorré, och i vissa fall även minskad/utebliven spermieproduktion hos män samt gigantomasti, galaktorré och utebliven/oregelbunden mens hos kvinnor.
Även många antidepressiva läkemedel, framförallt av typen selektiva serotoninåterupptagshämmare (SSRI) kan ha negativ inverkan på sexlust och -förmåga då den ökade mängden serotonin i synapserna kan ha negativ inverkan på dopaminet som har en roll i belöningssystemet, även om biverkningarna inte blir lika starka som för vissa neuroleptika. Vanliga sexuella biverkningar med SSRI är bland annat nedsatt libido och anorgasmi samt i en del fall även erektil dysfunktion. I värsta fall kan biverkningarna kvarstå även efter utsättning av preparaten, så kallad PSSD,  vilket är en förkortning av det engelska begreppet post-SSRI sexual dysfunction.

## Exempel på mediciner som ökar libido/sexuell förmåga
Vissa mediciner kan även öka sexlusten och/eller förmågan mer eller mindre avsiktligt. Ett klassiskt exempel är Viagra som används för att behandla erektil dysfunktion, men från början var tänkt att vara en blodtrycksmedicin. Blodtrycket kan dock istället stiga med Viagra men fördelen är att den även ger ett ökat blodflöde i penis, vilket gör att det blir lättare att få och bibehålla erektion.
Andra exempel på mediciner som kan öka sexlusten/den sexuella förmågan är dopaminstimulerande preparat som dopaminåterupptagshämmare, till exempel den antidepressiva medicinen Wellbutrin/Voxra som ofta användas som tilläggspreparat till SSRI för att reducera sexuell dysfunktion.
Dopaminagonister som binder till, och ökar aktiviteten på dopaminreceptorer och som bland annat används för att behandla parkinson och Willis–Ekboms sjukdom (tidigare kallat restless legs syndrome eller rastlösa ben) kan öka sexlusten och -förmågan och i vissa fall även bidra till hypersexualitet.
Nyare neuroleptika, av tredje generationen, stimulerar till skillnad från preparat av första och andra generationen istället dopaminet till viss del, och ger då färre sexuella/endokrina biverkningar än dessa äldre preparat. De ger istället vanligen en oförändrad eller ibland till och med ökad sexlust hos vissa individer. Det är inte ovanligt att ha dessa mediciner som tilläggspreparat för att få ner de höga prolaktinnivåerna som många äldre preparat kan ge.